# Autorità di bacino del fiume Adige
L'Autorità di bacino del fiume Adige è una delle autorità istituite a seguito dell'art. 13 della legge del 18 maggio 1989, n. 183 che gestisce il bacino idrografico dell'omonimo fiume.
Il territorio gestito dall'ente è suddiviso fra 386 comuni appartenenti alle provincie di Trento, Bolzano, Verona, Vicenza, Padova, Belluno, Rovigo, Sondrio, Venezia, Brescia.

L'ente gestisce inoltre le acque del comune svizzero di Val Müstair nei Grigioni, quasi tutto tributario dell'Adige.
La sede amministrativa è a Trento.